# Новое Алпарово
Но́вое Алпа́рово (тат. Яңа Алпар) — деревня в Алькеевском районе Республики Татарстан, в составе Староалпаровского сельского поселения.

## История
В «Списке населенных мест по сведениям 1859 года», изданном в 1866 году, населённый пункт упомянут как казённая деревня Новое Алпарово 2-го стана Спасского уезда Казанской губернии. Располагалась при реке Малом Черемшане, по правую сторону просёлочного тракта в село Билярск, в 56 верстах от уездного города Спасска и в 15 верстах от становой квартиры в казённой деревне Матаки Базарные). В деревне в 96 дворах жили 634 человека (326 мужчин и 308 женщин). Была мечеть.

## Население
Динамика
По данным переписей, население деревни уменьшалось с 450 человек в 1938 году до 142 человек в 2015 году.
Национальный состав
Согласно результатам переписи 2002 года, в национальной структуре населения села татары составляли 100% из 188 человек.

## Экономика
Полеводство, молочное скотоводство.